# Charles Alexandre Lesueur

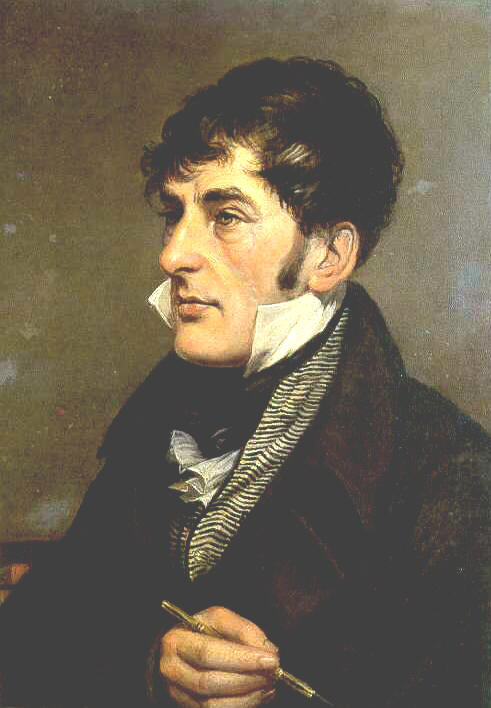
Charles-Alexandres Lesueur.

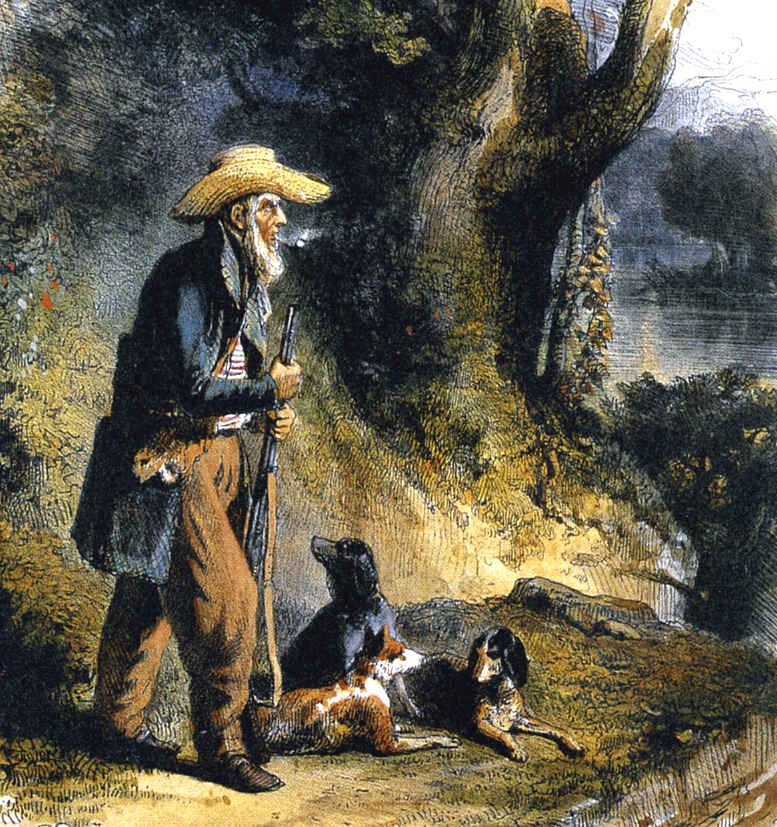
Charles-Alexandre Lesueur.

Charles-Alexandre Lesueur (1 de enero de 1778 - 12 de diciembre de 1846) fue un naturalista francés.
En 1801 viajó a Australia como artista de la expedición Baudin (1800-04). Junto a François Péron, realizó la función de naturalista tras la muerte del zoólogo de la expedición, Maugé de Cely. Con Péron coleccionaron más de 100.000 especímenes zoológicos. Desde 1815 a 1837 vivió en Estados Unidos. En 1845 se convirtió en conservador del Museo de Historia Natural de El Havre.